# Médaille du Mérite des organes du ministère de l’Intérieur

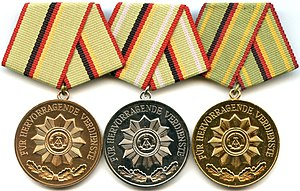
Médailles du Mérite des organes du ministère de l’Intérieur en bronze, argent et or.

La médaille du Mérite des organes du ministère de l’Intérieur a été une distinction d’État de la République démocratique allemande (RDA). La médaille a été créée le 15 juin 1966 en trois étapes : le bronze, l’argent et l’or. Elle était décernée pour le mérite et le dévouement personnel à l’amélioration de l’ordre et de la sécurité publique, ainsi que pour la protection de l’édification du socialisme en RDA et la consolidation de la police populaire allemande et du ministère de l’Intérieur. L’attribution pouvait se faire à la fois sur une base individuelle et collective, avec la possibilité explicite d’une remise multiple, pour les médailles de même niveau comme pour celles de niveaux différents.

## Étapes de la médaille
- : niveau d'or (le plus élevé)
- : niveau d'argent (intermédiaire)
- : niveau de bronze (le moins élevé)

## Apparence et mode de transport
La médaille de bronze, d'argent ou d'or, d’un diamètre de 34,5 mm, représente au centre de son avers une étoile de police avec les armoiries d’État de la RDA. Au-dessous se trouvent deux rameaux de chêne liés, pointés à droite et à gauche. Ils sont suivis de la transcription suivante : FÜR HERVORRAGENDE VERDIENSTE (Pour l'excellence des services), qui forme un cercle entier avec les rameaux de chêne. Le revers de la médaille, quant à lui, montre à son centre les armoiries d’État de la RDA, entourées par une couronne de chêne, qui est représentée par une courbe ouverte vers le haut. La médaille était portée sur le côté supérieur gauche de la poitrine à l'aide d'une agrafe de 24 mm de largeur, de couleur verte, au centre de laquelle est insérée une bande médiane de 5 mm de largeur, de couleur noir, rouge et or. La bande est bordée des deux côtés d’une bande rouge de 1,5 mm de large. Lors de l’attribution du niveau argenté et doré, la bande est en outre placée à 3 mm de l’ourlet, soit à 1,5 mm de large.